# Alcohol-deshidrogenasa (NADP+)
La enzima alcohol-deshidrogenasa (NADP+) EC 1.1.1.2 cataliza la reacción de oxidación de un alcohol a un aldehído utilizando como aceptor de electrones al NADP+ y como cofactor zinc.
Alcohol + NADP+ {\displaystyle \rightleftharpoons } Aldehído + NADPH
Su nombre alternativo es aldehído-reductasa. Pertenece a la familia de las aldo-ceto-reductasas que son proteínas que tienen alrededor de 300 residuos aminoacídicos.
Algunas variantes de esta enzima solamente oxidan alcoholes primarios, otras actúan también sobre alcoholes secundarios. Esta enzima puede ser idéntica a la glucuronato-reductasa, mevaldato-reductasa (NADPH) y lactaldehído-reductasa (NADPH). Es específica de sustrato con respecto al NADPH.
Participa en la ruta de degradación de la caprolactama, metabolismo de los glicerolípidos, en la glicólisis y en la gluconeogénesis.